# Gnejusz Domicjusz Afer
Gnaeus Domitius Afer (ur. 14 p.n.e., zm. 59) – rzymski polityk, pisarz i mówca. Pretor w 25, konsul w 39, od 49 urzędnik curator aquarum, którego celem było sprawowanie kontroli nad wodociągami.
Jest autorem zawartego w dwóch księgach dzieła De testibus (O świadkach), a także licznych mów sądowych, z których do współczesnych czasów przetrwały tylko fragmenty. Przypisuje mu się też autorstwo księgi Urbane dicta, zawierającej zbiór wytwornych wypowiedzeń. Uczniem Domicjusza był Kwintylian.